# Spring Gardens
Spring Gardens (en français : Jardins de Spring) est une voie publique à la limite sud-est du quartier St James's dans la Cité de Westminster à Londres, au Royaume-Uni.

## Situation et accès

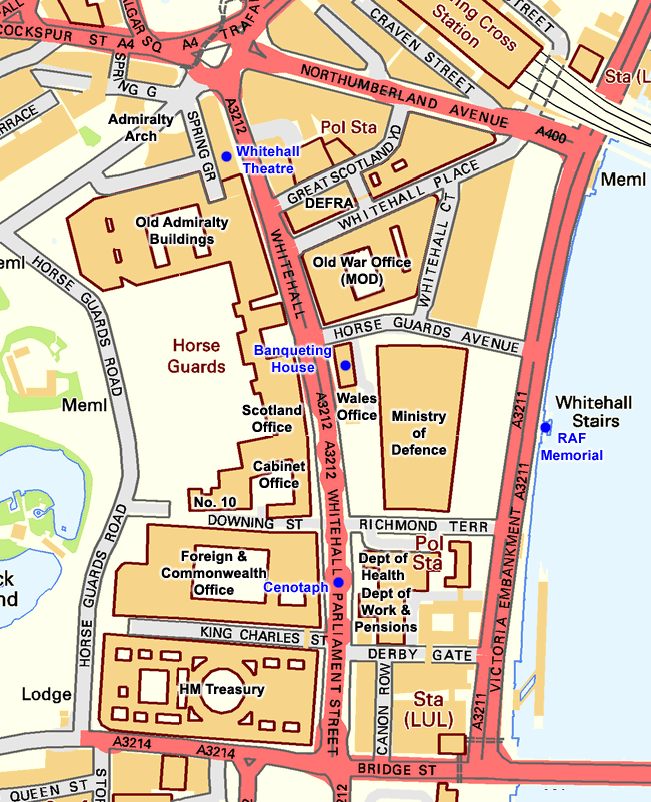
Plan de Londres, 2021, détail. Spring Gardens est en haut à gauche.

La voie nommée Spring Gardens commence face au Canada House à la jonction de Cockspur Street et Trafalgar Square par une petite section orientée nord-sud, se dirige ensuite — après un coude à angle droit — vers l'est, croise The Mall au nord de l'Admiralty Arch, puis change à nouveau de direction en poursuivant vers le sud-est, en parallèle à Whitehall avant de finir en impasse (voir plan à gauche).

## Origine du nom
Le nom Spring Gardens fait référence aux anciens jardins agrémentés de fontaines et de jeux d'eau qui s'étendaient d'ici jusqu'à l'angle nord-est de St. James's Park. Le nom avait été attribué aux jardins en l'honneur de Sir William Spring, 2e baronnet.[réf. nécessaire]

## Historique
Plusieurs bâtiments de style victorien ont été construits à l'emplacement des Spring Gardens.
L'endroit abritait jadis le siège du Metropolitan Board of Works après qu'il eut déménagé de London Guildhall, et le London County Council, jusqu'à ce qu'il déménage à County Hall. Ces bâtiments ont, depuis, été détruits.

## Bâtiments remarquables et lieux de mémoire
- Nos 1 et 3 (et 66, Trafalgar Square) :

— The Admiralty est un pub et un restaurant bénéficiant d'une triple orientation, tournant sa façade principale (nord) sur Trafalgar Square, les deux autres (est et sud) occupant le coude formé par Spring Gardens.
- No 2 (34-35 Spring Gardens in 1851) et 29-34 Cockspur Street :

— The Trafalgar St. James London, établissement hôtelier du groupe Hilton Hotels & Resorts, précédemment Trafalgar Hotel.
L'aile sur Cockspur Street d'abord connue sous la dénomination d'America House (1906, Arthur Joseph Davis architecte) est initialement conçue pour abriter la compagnie maritime The Royal Mail Steam Packet Company - RMSP fondée en 1839, future Royal Mail Lines (1932-1972).
- No 10 : immeuble contemporain laissant traverser la chaussée en direction du Cockspur Court,

— siège du British Council (depuis 1974) et
— National Institute for Health and Care Excellence - NICE (depuis 2013)

## Galerie

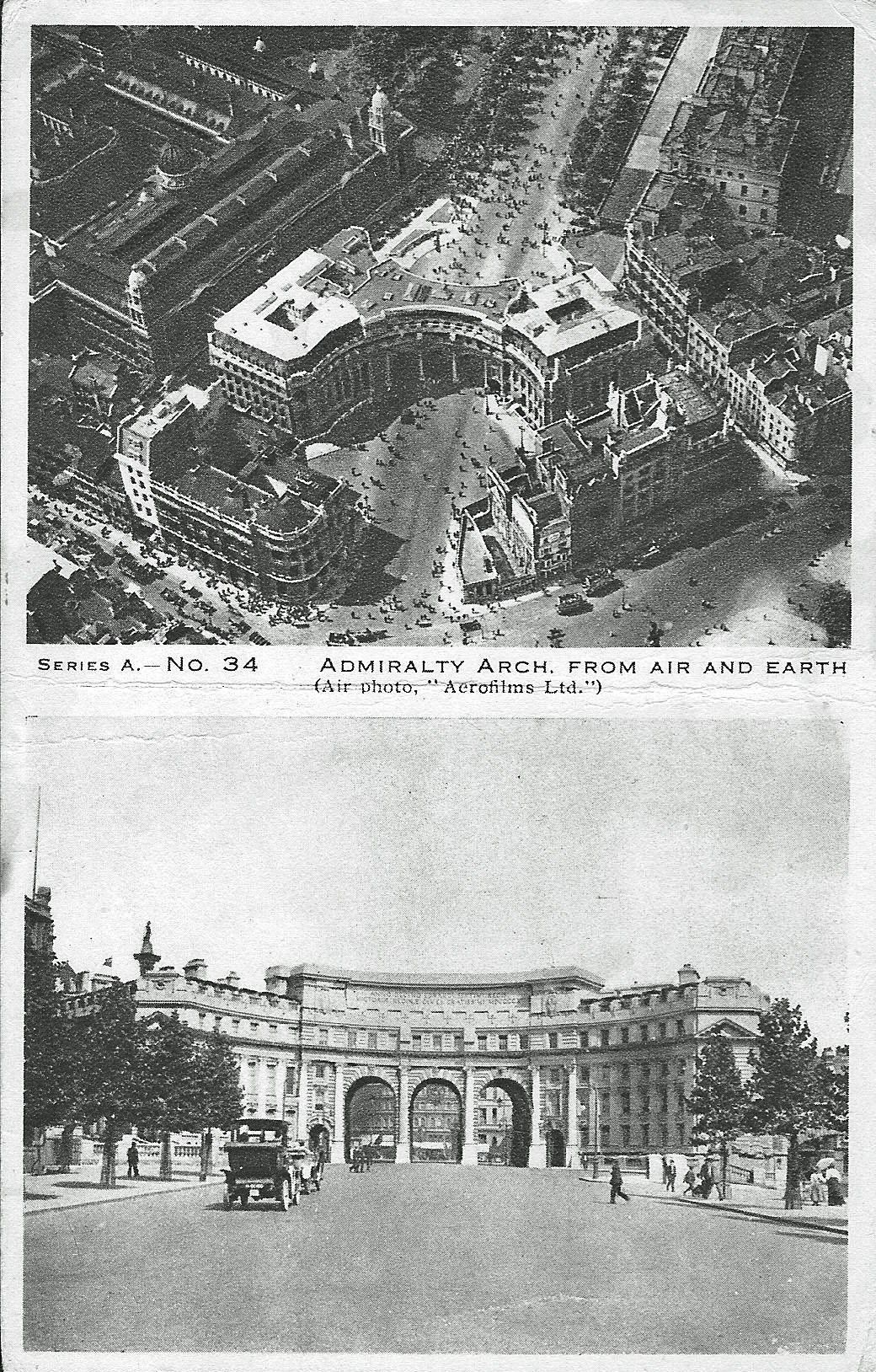
Admiralty Arch au début des années 1920.
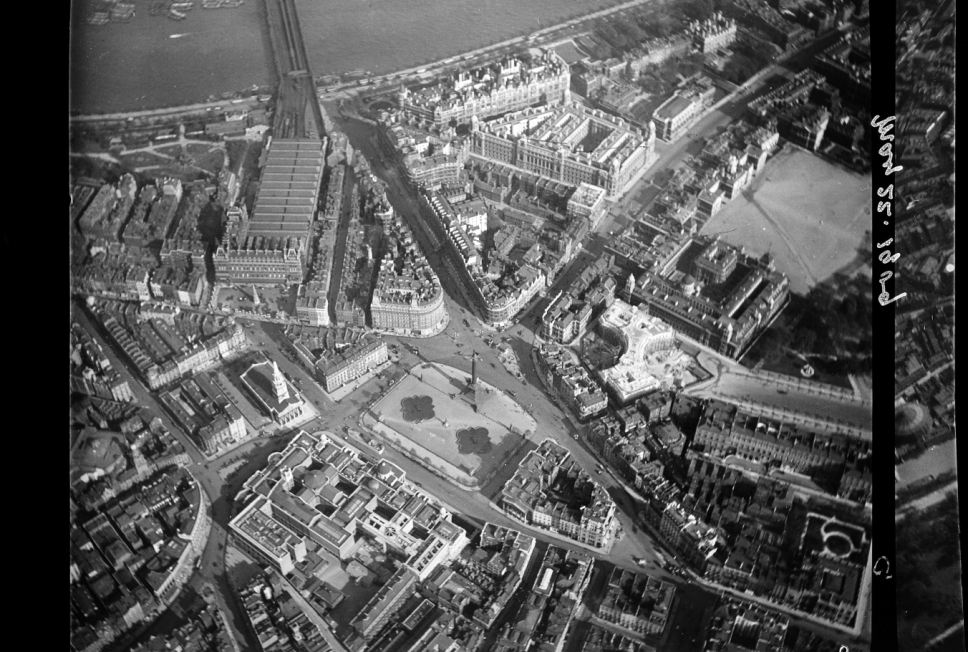
Vue aérienne des alentours de Times Square en 1909, prise d'un ballon.
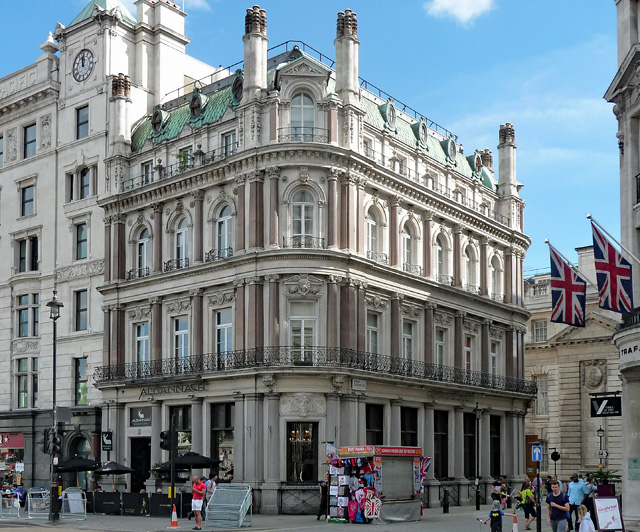
The Admiralty, angle Trafalgar Square et Spring Gardens.
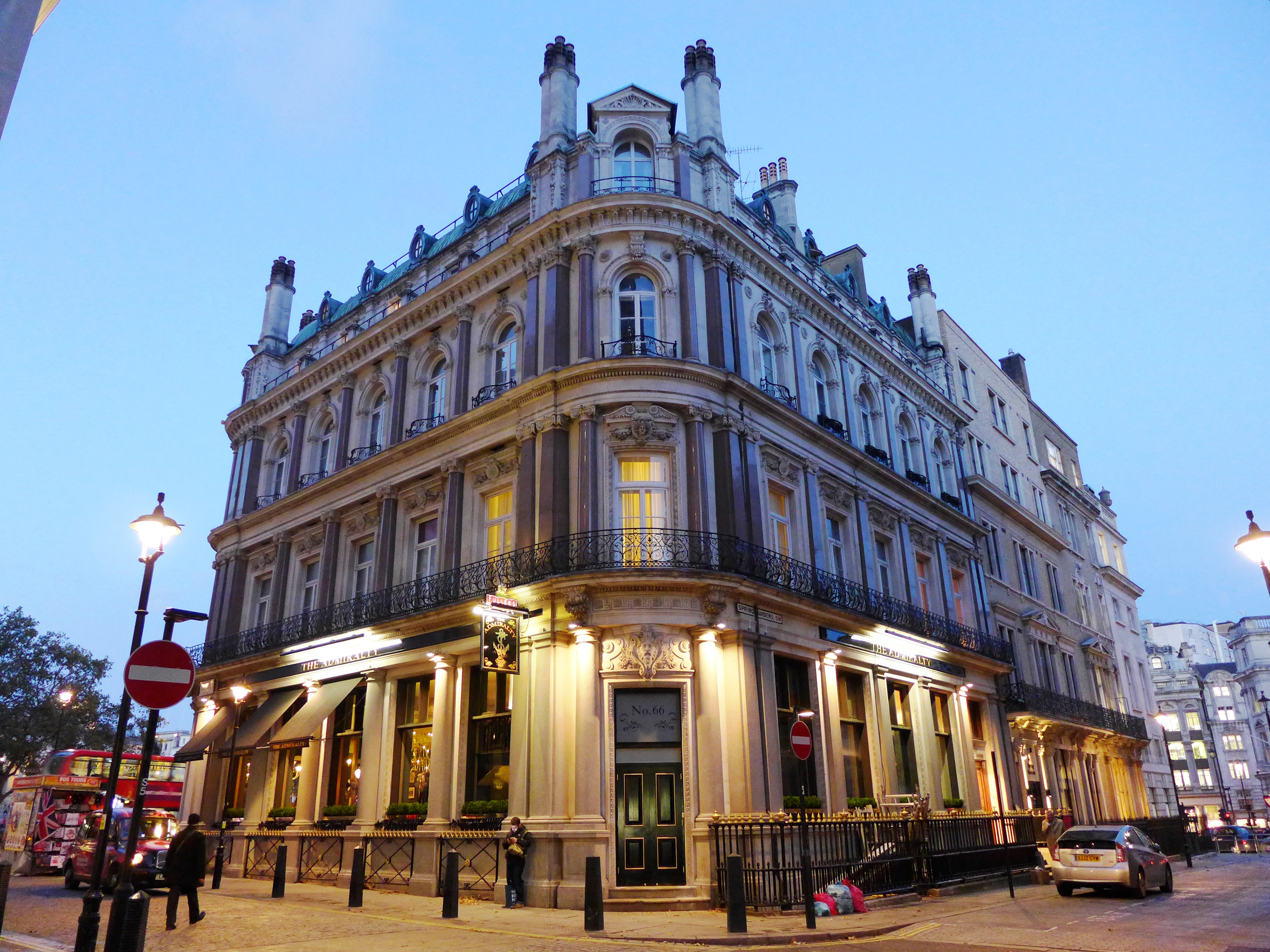
The Admiralty, angle occupant le coude formé par Spring Gardens 1-3.
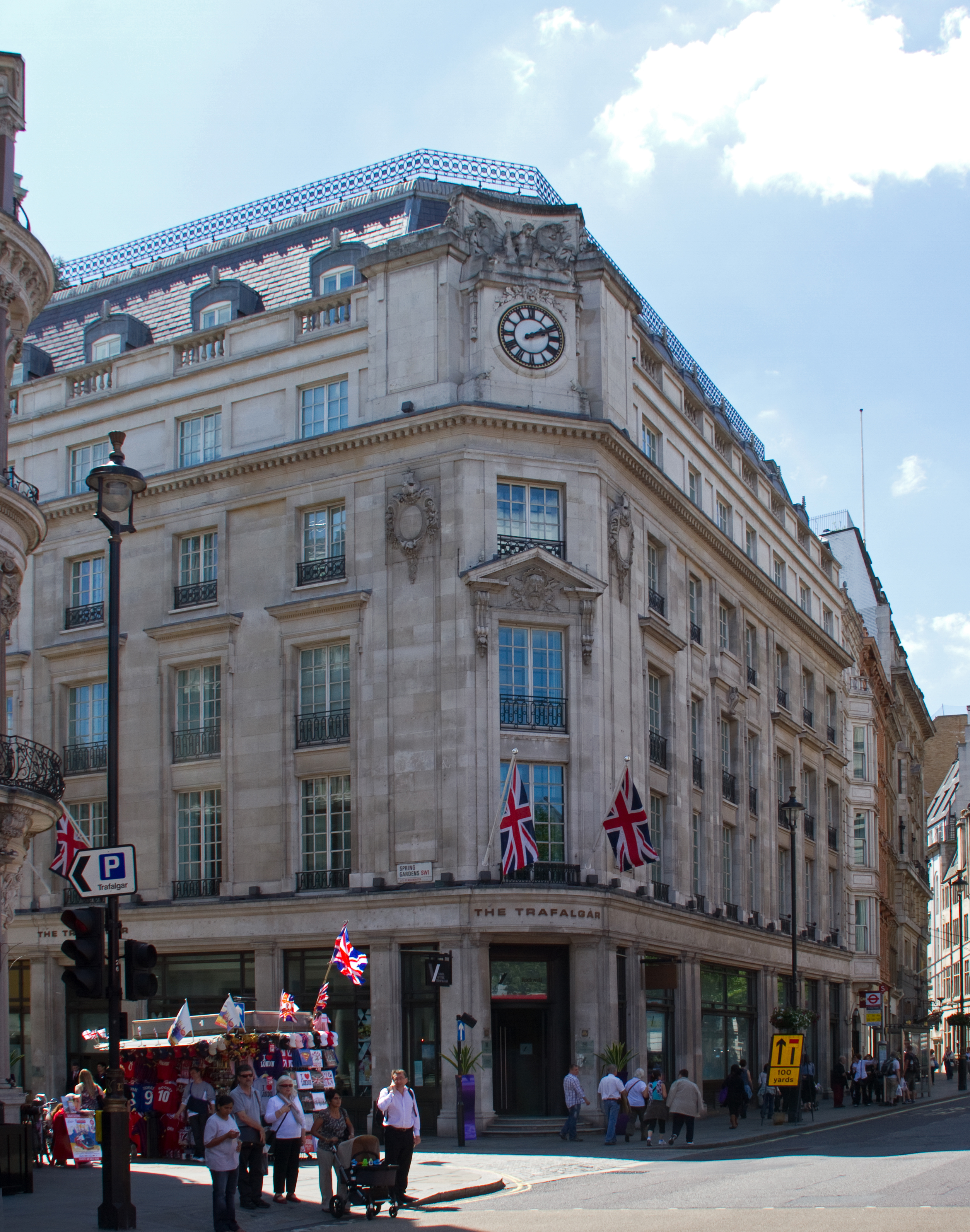
The Trafalgar hôtel, 2 Spring Gardens et 29-34 Cockspurt Street.
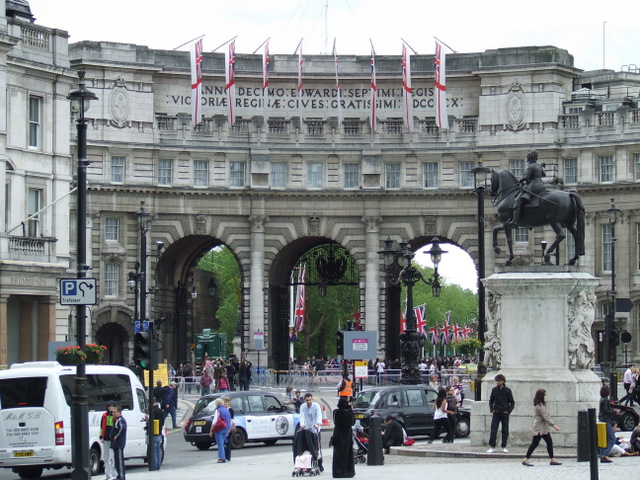
Carrefour avec The Mall devant la façade nord de l'Admiralty Arch.
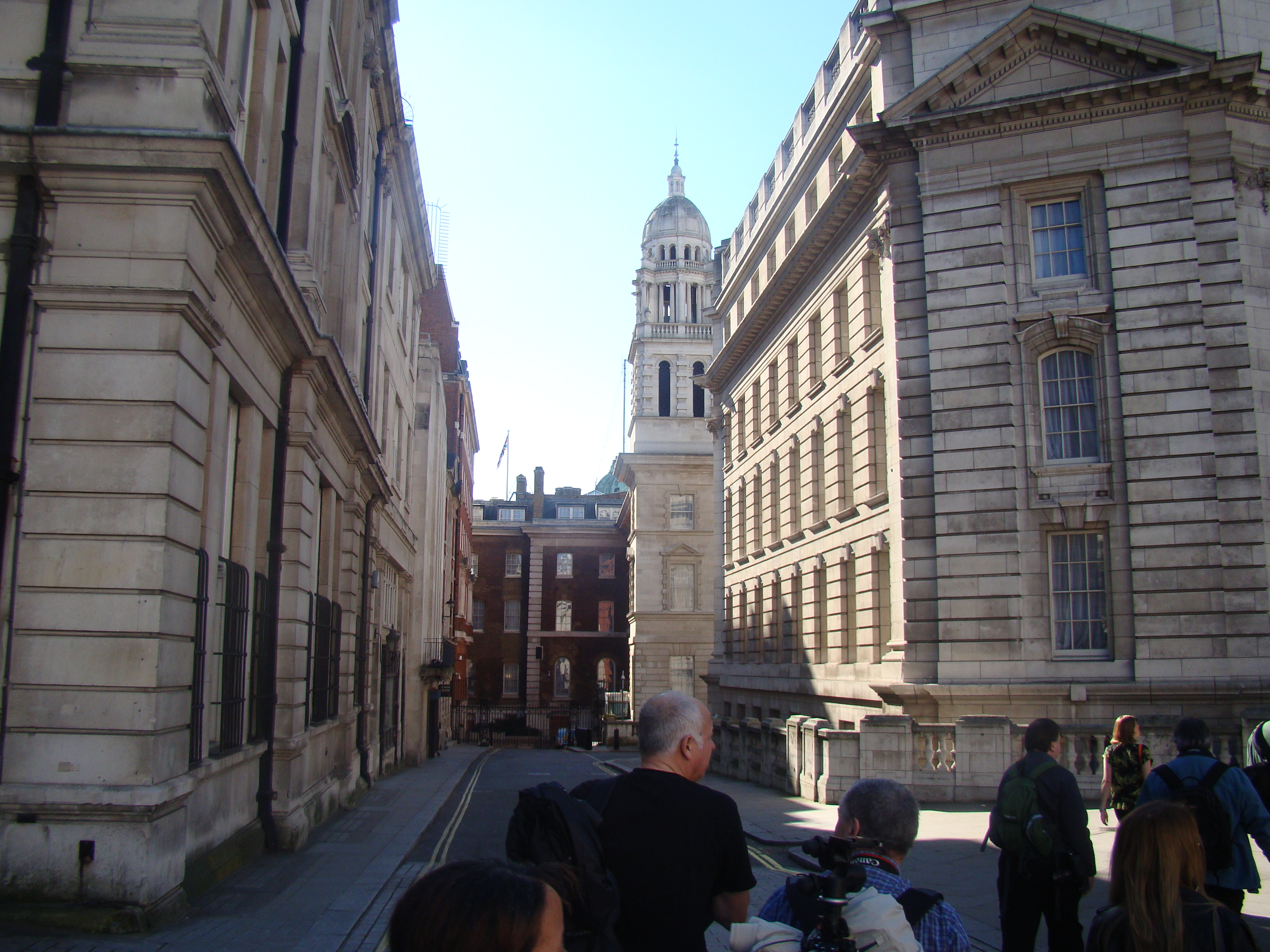
Vue en direction de l'extremité sud-est de la rue, en impasse.

## Sources et bibliographie
- (en) Cet article est partiellement ou en totalité issu de l’article de Wikipédia en anglais intitulé « Spring Gardens » (voir la liste des auteurs).

1. ↑  (en) « Spring Gardens » dans Survey of London, vol. 20, St Martin-in-The-Fields, Pt III: Trafalgar Square and Neighbourhood, ed. G H Gater and F R Hiorns, London, 1940, pp. 58-65, sur le site British History Online 'british-history.ac.uk (consulté le 18 mai 2023).
2. ↑  Arthur Joseph Davis (1878-1951) dans Kenneth Allison, The Architects and Architecture of London, Routledge, 2008, p. 290
3. ↑  « A view from Cockspur Street showing America House, the premises of the Royal Mail Steam Packet Company at the junction with Spring Gardens », photographie prise pour Trollope & Colls, entrepreneurs en construction, le 19 décembre 1929, Historic England Archive, The Bedford Lemere Collection, série HBL01/01, sur le site historicengland.org.uk.